# Gnaphosa sonora
Gnaphosa sonora är en spindelart som beskrevs av Norman I. Platnick och Mohammad U. Shadab 1975. Gnaphosa sonora ingår i släktet Gnaphosa och familjen plattbuksspindlar. Inga underarter finns listade i Catalogue of Life.